# Limosina ciliata
Limosina ciliata är en tvåvingeart som beskrevs av Oswald Duda 1918. Limosina ciliata ingår i släktet Limosina och familjen hoppflugor. Inga underarter finns listade i Catalogue of Life.